# Gesse (Bessède-de-Sault)
Pour les articles homonymes, voir Gesse.
Gesse est un hameau dépendant de Bessède-de-Sault de moins de trente maisons, situé sur la rive gauche de l'Aude, dans la Haute Vallée, entre Usson-les-Bains et les gorges de Saint Georges, sur la route départementale 118 qui longe le fleuve. Le château médiéval et son ancien village disparu ont donné leur nom à la forêt domaniale en rive droite de l'Aude  d'environ 11,32 km2 de superficie.

## Histoire
Au Moyen Âge, une chapelle romane Sainte-Marie est attestée en l'an 873. Notre-Dame "Sancta Maria de Jessa" an 768-814, prieuré uni à l'abbaye de Joucou, puis au chapitre de Saint-Paul-de-Fenouillet . Une communauté rurale était installée en dessous et en aval du château. Ces premières habitations ont disparu entre le début du XVe et fin du XVIe ; elles ont laissées très peu de traces à cause des aménagements successifs sur cette courte vallée exploitable.
Un moulin à farine est mentionné en 1594 et en 1789, une forge à martinet en 1789. La présence d'un moulin à scie jusqu'en 1747 où il sera démantelé à cause de sa trop grosse consommation de bois, est attestée.
Le château féodal de Gesse fut construit au VIIe siècle par les rois wisigoths sur une proéminence surplombant la gorge étroite précédant l'entrée de la courte vallée de Gesse. Il protégeait l'accès au cours supérieur de l'Aude, au château d'Usson et au Donezan. Il commandait le col de Gesse (col du Castel), autrefois seul passage praticable conduisant des bords de l'Aude sur les hauts plateaux du Pays de Sault. Ce château devint vers 845 une possession des comtes du Razès. Durant l'épopée Cathare des XII et XIIIe siècles, il dépendait de la baronnie de Niort. Lors de la croisade contre les Albigeois, le château de Gesse eut la même destinée que les châteaux d'Aniort et de Castelpor : il tomba au pouvoir des lieutenants de Simon de Montfort. Devenu par la suite forteresse royale gardée par une petite garnison, il est présumé que celle-ci fut détruite par les armées espagnoles qui ravagèrent le pays de Sault en 1496. Aujourd'hui, seuls quelques pans de murs, les restes d'une tour, les ruines de la chapelle castrale, quelques marches taillées dans le roc sont les derniers vestiges,.
Le piton rocheux sur lequel sont posées les ruines du château sont un des  Site classé de l'Aude (SI00000548).
La forêt de Gesse, devenue la forêt domaniale de Gesse - Aguzou, a été longtemps divisée en deux séries, Gesse-Clergé et Gesse-du-Roi pour marquer qu'une partie était du domaine privé (propriété du chapitre de Saint-Paul de Fenouillet) et l'autre du domaine royal, contient aussi un canton appelé el Barou (le bois du baron).
Le territoire de Gesse a été de tout temps un lieu de culture des lentilles, celles-ci ont donné leur nom au hameau voisin de Lentilhas situé dans les rochers de la rive gauche de l'Aude. Autrefois, la lentille s'appelait gesse d'Espagne. Il paraît probable que le lieu de Gesse ait lui-même pris le nom de cette plante.

## Industrie
Au XIXe siècle, Gesse forme un petit centre industriel très actif : des forges à martinet, des moulins à farine et à scie sont présents sur le site. Ces établissements ont été fondés vers 1820 par MM. Bonnet frères. Au début du XXe siècle, deux importantes scieries sont encore en service. Elles ont été fermées depuis.
Un établissement de pisciculture est installé en 1903 par l'administration des Eaux et Forêts, cet établissement est fermé en 2018 (le seuil de Gesse qui barrait l'Aude pour alimenter la pisciculture a été démantelé en octobre 2020). Les bassins à poissons sont encore visibles, même si vides.
En aval du hameau, a été bâti à la fin du XIXe siècle un barrage en travers de l'Aude pour capter l'eau nécessaire à l'usine hydro-électrique de Saint-Georges, ce barrage forme un déversoir de 40 mètres de longueur, possède deux vannes de décharge et un logement pour l'agent chargé du service des eaux. Du barrage à l'usine, un canal de dérivation de 5500 mètres dont 4000 en souterrain, permet d'amener la force motrice.
300 mètres en amont du barrage, une usine hydroélectrique construite en 1914 par Joachim Estrade sur le même principe que les deux autres usines qui sont avant Axat, Nentilla la plus puissante et Saint-Georges, capte les eaux de sources de la forêt de Gesse pour sa force motrice.

## Cyclisme
Lors de la 14e étape du Tour de France 2021, les coureurs sont passés à Gesse (km 138,3). C'est aussi le point de départ de la montée  par le RD 20 vers le col Notre-Dame, appréciée par les cyclistes.